# Alejandro Lerner
Alejandro Federico Lerner (Buenos Aires, 8 de junio de 1957) es un cantautor y compositor argentino.

## Biografía

### Comienzos
En 1973, con solo 16 años, fue invitado por Raúl Porchetto a ser parte del grupo Reino de Munt. Sólo un año más tarde, toca en el segundo LP de León Gieco llamado La banda de los caballos cansados.
En 1975, toca, aunque por poco tiempo, en Nito Mestre y Los Desconocidos de Siempre, la banda de Nito Mestre post Sui Generis; también tocó con Miguel Cantilo y Piero. Al año siguiente, se suma a Soluna, el grupo de Gustavo Santaolalla y debuta como compositor. Pero el verdadero empujón para su carrera lo daría en 1980, al incorporarse como pianista y compositor a la banda de Sandra Mihanovich.

### Carrera solista y popularidad

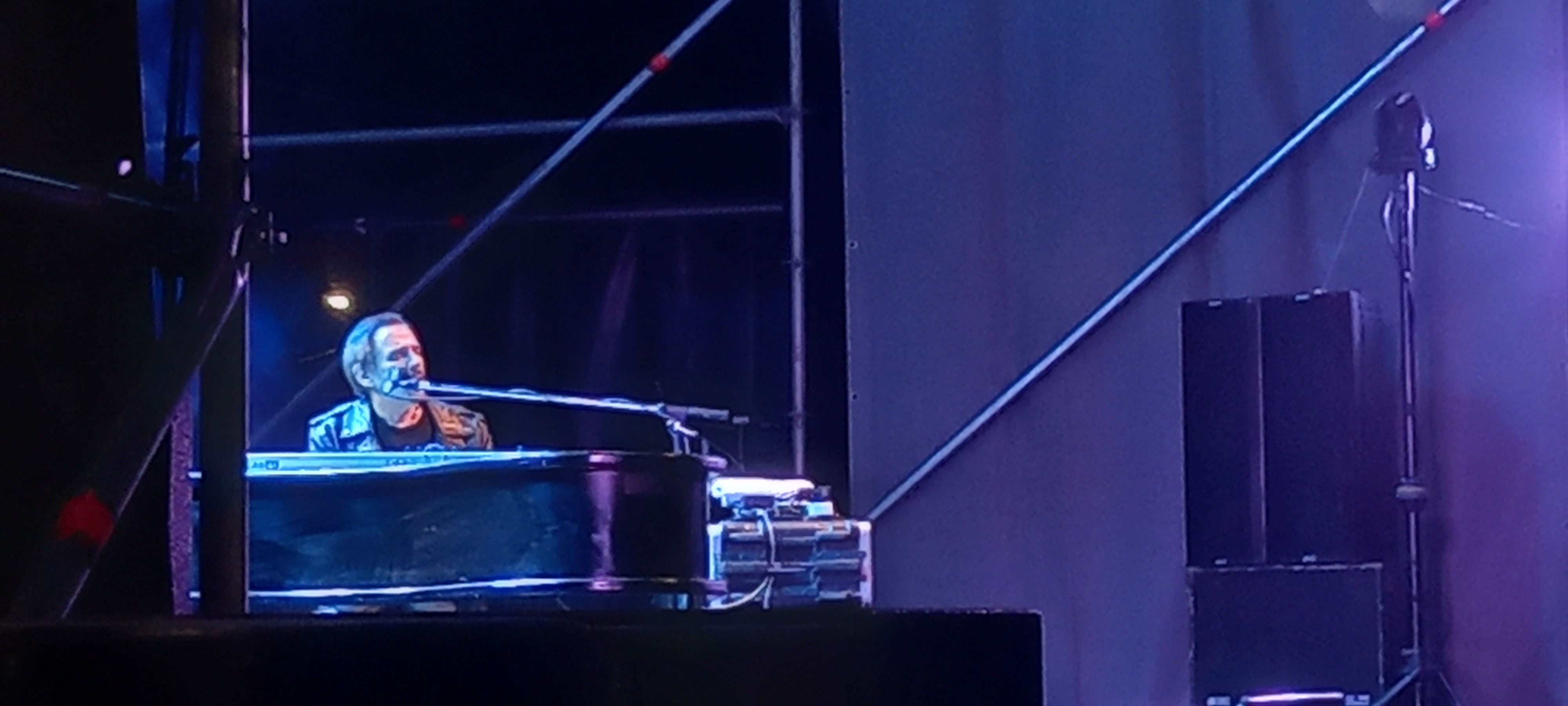
Lerner durante un show abierto en Comodoro Rivadavia

En 1982 edita su primer disco solista con la banda acompañante La Magia: Alejandro Lerner y la magia y se presenta en el BARock. La crítica ya lo elogiaba pero su suceso lo lograría al año siguiente, cuando publica Todo a pulmón y más tarde Lernertres que vendió 300.000 discos. 
En 1985 en pleno éxito se muda a Estados Unidos para estudiar música y jazz. Ese año obtiene el Premio Konex - Diploma al Mérito como uno de los 5 mejores Autor/Compositor de rock de la década. Tras su vuelta a la Argentina, en 1987 y 1988, se realizan los discos Algo que decir y Canciones
En 1990, incluye en su disco Entrelíneas, la canción Juntos para siempre que fue compuesta e interpretada a dúo con Carlos Mellino y fue la cortina de la exitosa serie televisiva La banda del Golden Rocket. En 1992 publica su exitoso álbum Amor infinito, y es citado por Marciano Cantero de Los Enanitos Verdes para grabar a dúo la famosa canción Amigos, posteriormente graba los discos Permiso de volar de 1994, donde se destacan los sencillos Testigo del sol (canción que fue utilizada para un comercial de la marca de cigarrillos Le Mans), y You'll never know (Nunca lo sabrás), con la colaboración del dúo australiano Air Supply, y Magic hotel de 1997.

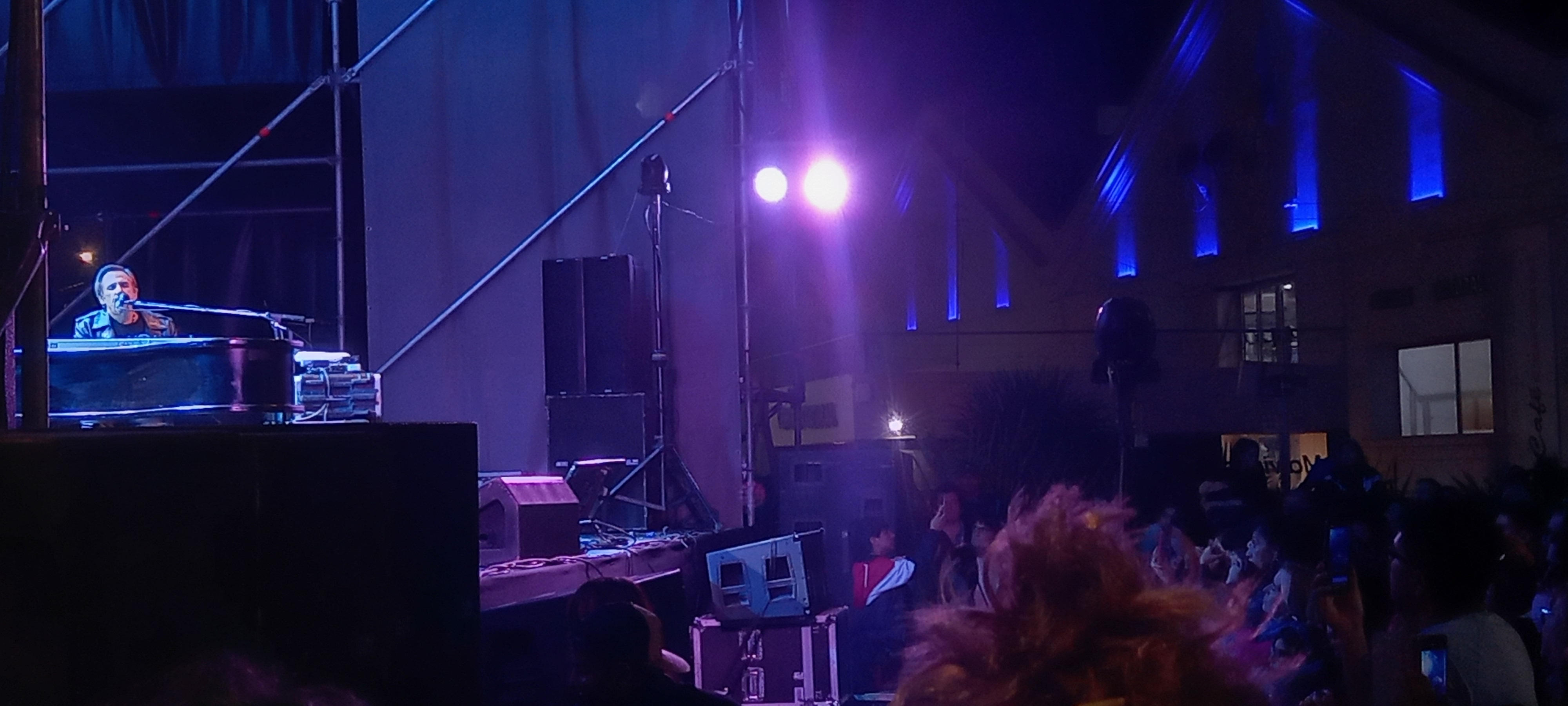
Lerner durante un recital

### Consagración Nacional
En 1995 la Fundación Konex lo vuelve a premiar con el Premio Konex - Diploma al Mérito como uno de los 5 mejores compositores de Pop/Balada de la década, al igual que en 2005, es invitado a participar en el homenaje a Carlos Gardel en el 60° aniversario de su fallecimiento, llevado a cabo en el Teatro Nacional Cervantes, interpretando el tango Madame Ivonne.
El 5 de mayo de 1997 compone Volver a empezar, la cortina musical de la serie televisiva RRDT, con la que ganaría el Premio Martín Fierro. El éxito fue tal que tomó gran parte de las canciones del disco Magic hotel de 1997 y le sumó Volver a empezar para reeditar el álbum, ahora con el nombre Volver a empezar.
En 1999 vuelve a ganar el Premio Martín Fierro con su canción Campeones de la vida, que la incluye en su compilado de éxitos 20 años, es citado por Lito Vitale para participar en su disco El grito sagrado junto a María Elena Walsh, Víctor Heredia, Jairo, Juan Carlos Baglietto, Sandra Mihanovich, Pedro Aznar y Fabiana Cantilo, interpretando La marcha de San Lorenzo.
También compuso canciones para Luis Miguel, Celine Dion, Carlos Santana, Soledad Pastorutti entre otros.
El 11 de septiembre de 2000 edita Si quieres saber quién soy y el 1 de octubre de 2002 Lerner.Vivo, con grabaciones hechas en sus actuaciones en el Teatro Gran Rex, que contó con el acompañamiento de artistas como Soledad, Luciano Pereyra, David Lebón, Sandra Mihanovich, Javier Calamaro, Celeste Carballo, Erica García, Juan Namuncurá y Fena Della Maggiora.
En 2002 participó como compositor e intérprete en el disco Shaman, de Carlos Santana y formó parte de su banda para una gira. El 8 de junio de 2003 realizó el disco Buen viaje, de gran repercusión y en 2006 lanza Canciones para gente niña, con canciones infantiles. En 2007 editó Enojado.

### Consolidación internacional
Si bien ya venía haciendo giras, es a partir de la década de los 90 cuando entra con fuerza en otros mercados como México -con el espaldarazo de Armando Manzanero, donde compuso canciones para Luis Miguel- y el público latino de los Estados Unidos.[cita requerida]
En 1998, ganó el premio ASCAP (otorgado por la sociedad de autores y compositores estadounidenses) por su canción "Dame", interpretada por Luis Miguel.
En la Argentina escribió temas y produjo el disco Libre, de Soledad Pastorutti. Su tarea de compositor no es nueva, ya que en sus inicios compuso temas para Sandra Mihanovich y Valeria Lynch, entre otros.
En 2005 compone canciones para la película animada infantil Chicken Little, de Disney, estas fueron: Solo un desliz, Ya no sé quien soy y Todos tenemos a alguien.
En 2010 realiza unas presentaciones a dos pianos con Armando Manzanero. Entre 2012 y 2013, fue uno de los jurados del certamen Soñando por cantar y realiza participaciones especiales en las series Sos mi hombre y Solamente vos, emitidas por Canal 13.
El 25 de mayo de 2014 formó parte de los festejos por el aniversario de la Revolución de Mayo, en el marco del show "Somos Cultura" del Ministerio de Cultura de la Nación.
En 2016, participó del programa de televisión: Bailando 2016. Ese mismo año publica Auténtico con Sony Music Argentina y desde entonces edita sus canciones en plataformas digitales. 
En 2017 compuso la banda sonora de Cuéntame cómo pasó titulada Los sueños del ayer, ganadora del Martín Fierro como Mejor Cortina Musical.
En  2020 y 2024, su hit Volver a empezar, es reversionado junto con los grupos Ráfaga y Los Ángeles Azules.
En 2022 reversionó junto a Rusherking «Después de tí», dónde además de la canción realizó un vídeo con su protagónico dónde le da vida a un taxista que ayuda en un problema amoroso a Rusherking.
En 2023 es invitado por el grupo cordobés La K'onga, para reversionar en Cuarteto la canción de su autoría: Secretos.

## Vida personal
Alejandro Lerner nació en Buenos Aires en el seno de una familia de origen judío.
En 1999 conoce a su actual esposa, Marcela García Ibáñez, en un gimnasio. Ella cantaba jazz en una banda y había trabajado con algunos de los maestros de Lerner. Finalmente se casaron en San Bernardino, un pueblito estadounidense en las afueras de Los Ángeles, California. El 14 de octubre de 2009 nace su primera hija, Luna Lerner y el 14 de enero de 2015, nació su segundo hijo, Thomas Lerner.

## Discografía
- 1982: Alejandro Lerner y la magia
- 1983: Todo a pulmón
- 1984: Lernertres
- 1984: Sus primeras canciones. Grabaciones de 1979 efectuadas por Lerner y su banda Solopororo
- 1985: Conciertos
- 1987: Algo que decir
- 1988: Canciones
- 1990: Entrelíneas
- 1992: Amor infinito
- 1994: Permiso de volar
- 1995: La magia continúa
- 1997: Magic hotel
- 1997: Volver a empezar
- 1999: 20 años
- 2000: Si quieres saber quién soy
- 2002: Lerner.Vivo
- 2003: Buen viaje
- 2006: Canciones para gente niña
- 2007: Enojado
- 2011: En vivo Gran Rex
- 2016: Auténtico

## Compilados
- 1985: "Serie Pocket" - INTERDISC S.A.
- 1986: "14 Grandes Éxitos" - INTERDISC S.A.
- 1987: "El álbum" - INTERDISC S.A.
- 1990: "Alejandro Lerner" - MUSICA & MARKETING
- 1991: "Alejandro Lerner" - EPSA MUSIC
- 1994: "Hoy como ayer" - POLYGRAM DISCOS S.A.
- 1995: "Oro" - POLYGRAM DISCOS S.A.
- 1996: "De colección" - POLYGRAM DISCOS S.A.
- 1997: "Lo mejor de Alejandro Lerner" - BMG ARIOLA ARGENTINA
- 2000: "Antología" - BMG
- 2000: "Juntos para siempre" - EDICIONES ALTAYA S.A.
- 2000: "Alejandro Lerner" - UNIVERSAL MUSIC S.A.
- 2000: "Lo mejor de tu artista en 2 LP´s igual a 1 CD" - BMG
- 2001: "Alejandro Lerner - 50 años Garbarino Cumple!" - UNIVERSAL MUSIC ARGENTINA S.A.
- 2003: "Libre Acceso - Conclusiones de mi vida" - POLYGRAM DISCOS S.A.
- 2004: "Alejandro Lerner" - LA LAIDA EDITORA
- 2006: "Grandes éxitos 1988-1994" - SONY BMG MUSIC ENTERTAINMENT ARGENTINA S.A.
- 2010: "Manzanero / Lerner - Dos voces" - Compartido con Armando Manzanero
- 2012: "20 Éxitos originales" - SONY MUSIC ENTERTAINMENT ARGENTINA S.A.
- 2012: "2 por 1 - Volver a empezar / Si queres saber quien soy" - UNIVERSAL MUSIC ARGENTINA S.A.

## Sencillos promocionales
- 1982: "Por un minuto de amor"
- 1983: "Todo a pulmón"
- 1984: "No hace falta que lo digas / Parte del milagro" (Simple) - INTERDISC S.A.
- 1988: "Equivocado / Se busca presidente" (Simple) - RCA
- 1988: "Igual a los demás (La verdadera historia de Súperman) / Mirame" (Simple) - RCA
- 1990: "Algo de mi en tu corazón"
- 1990: "Juntos para siempre"
- 1992: "Secretos / Secretos" (Simple) - ARIOLA
- 1992: "Me dijeron / Me dijeron" (Simple) - ARIOLA
- 1994: "Testigo del sol"
- 1997: "Volver a empezar"
- 1999: "Campeones de la vida"
- 2000: "Si quieres saber quien soy"
- 2000: "Amarte así"
- 2000: "Alejandro Lerner - Pro 1317" (EP Promocional) - UNIVERSAL MUSIC ARGENTINA S.A.
- 2003: "Después de ti"
- 2017: "Los Sueños del Ayer"

## Filmografía
Intérprete
- Buenos Aires Rock (1983) - Él mismo
- Avellaneando (mediometraje) (2004) - Entrevistado

Música
- Los pasajeros del jardín (1982)
- Testigos en cadena (cortometraje) (1983)
- Contraluz  (2001)
- Chicken Little (2005)[3]
- La suerte esta echada (Sebastian Borenstein) (2005)

Temas musicales
- Buenos Aires Rock (1983) ("Almuerzos con amor" y "El increíble Isaac")

Episodio 42-46,152-157 (Temporada No.3) de Francisco El Matemático   Canal RCN
Televisión
- Cha Cha Cha (1995) Invitado especial
- Poliladron (1996)
- Costumbres argentinas (2003)
- La Peña de Morfi (2022)
- Quién es la máscara (2022) bajo el personaje de "Bot", el robot